# خال‌سهره تیره
خال‌سهره تیره (نام علمی: Euschistospiza cinereovinacea) گونه‌ای از سهرگان ریز است که در جنوب صحرای آفریقا یافت می‌شود. گستردگی جهانی وقوع آن ۱۳۰۰۰۰ کیلومتر مربع برآورد شده‌است.
در آنگولا و جنگل‌های کوهستانی آلبرتین ریفت یافت می‌شود. وضعیت گونه به عنوان کمترین نگرانی ارزیابی می‌شود.